# St. Peter und Paul (Remagen)

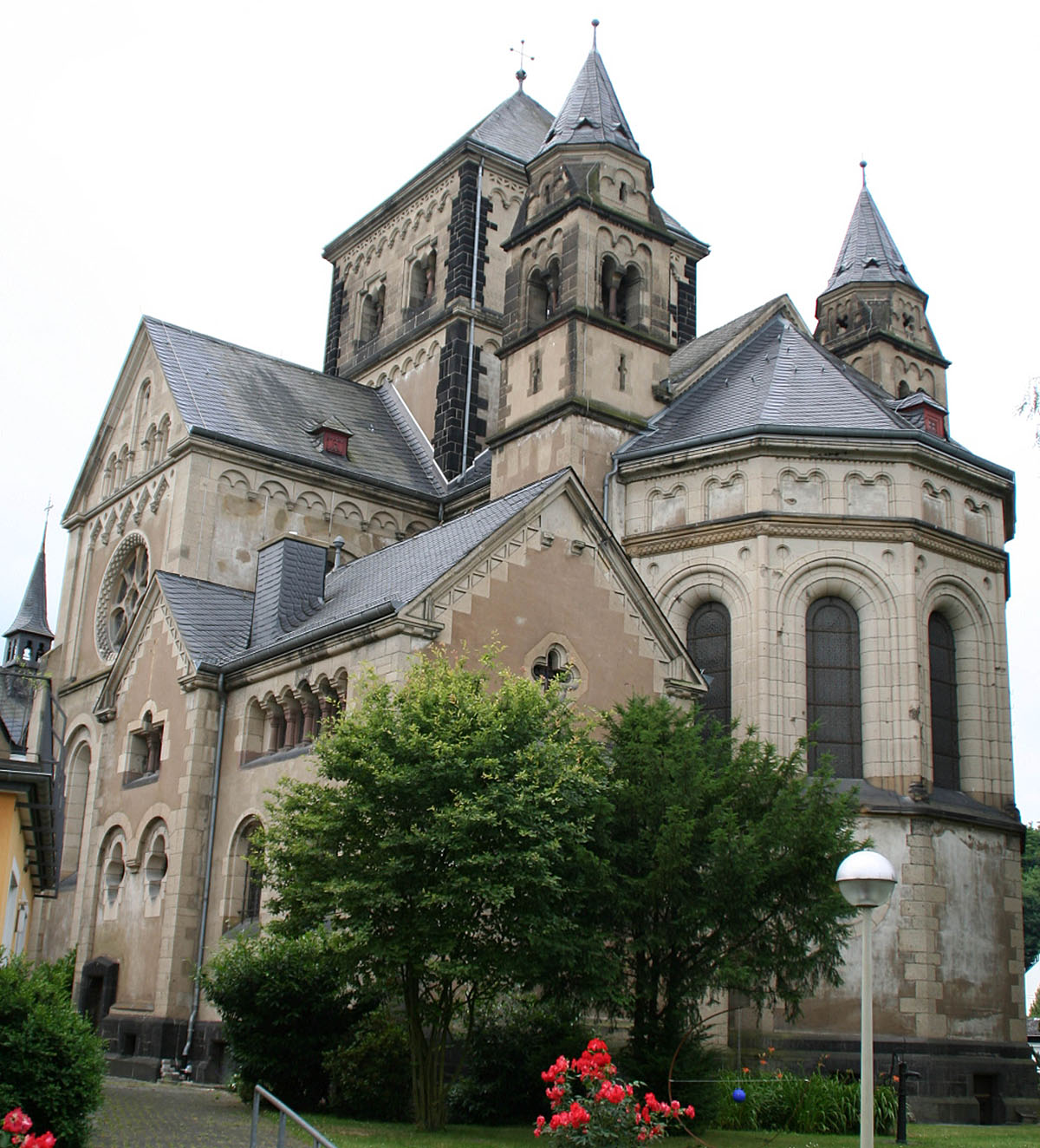
St. Peter und Paul in Remagen, der neoromanische Bau

St. Peter und Paul ist die katholische Stadtpfarrkirche von Remagen. Sie steht auf den Relikten eines römischen Kastells und ist eine im Kern romanisch-gotische Kirche im Rheinischen Übergangsstil mit einem neoromanischen Anbau. Eine Besonderheit im Pfarrhof ist ein romanisches Portal, das ursprünglich in keinem Zusammenhang mit der Kirche stand.

## Baugeschichte

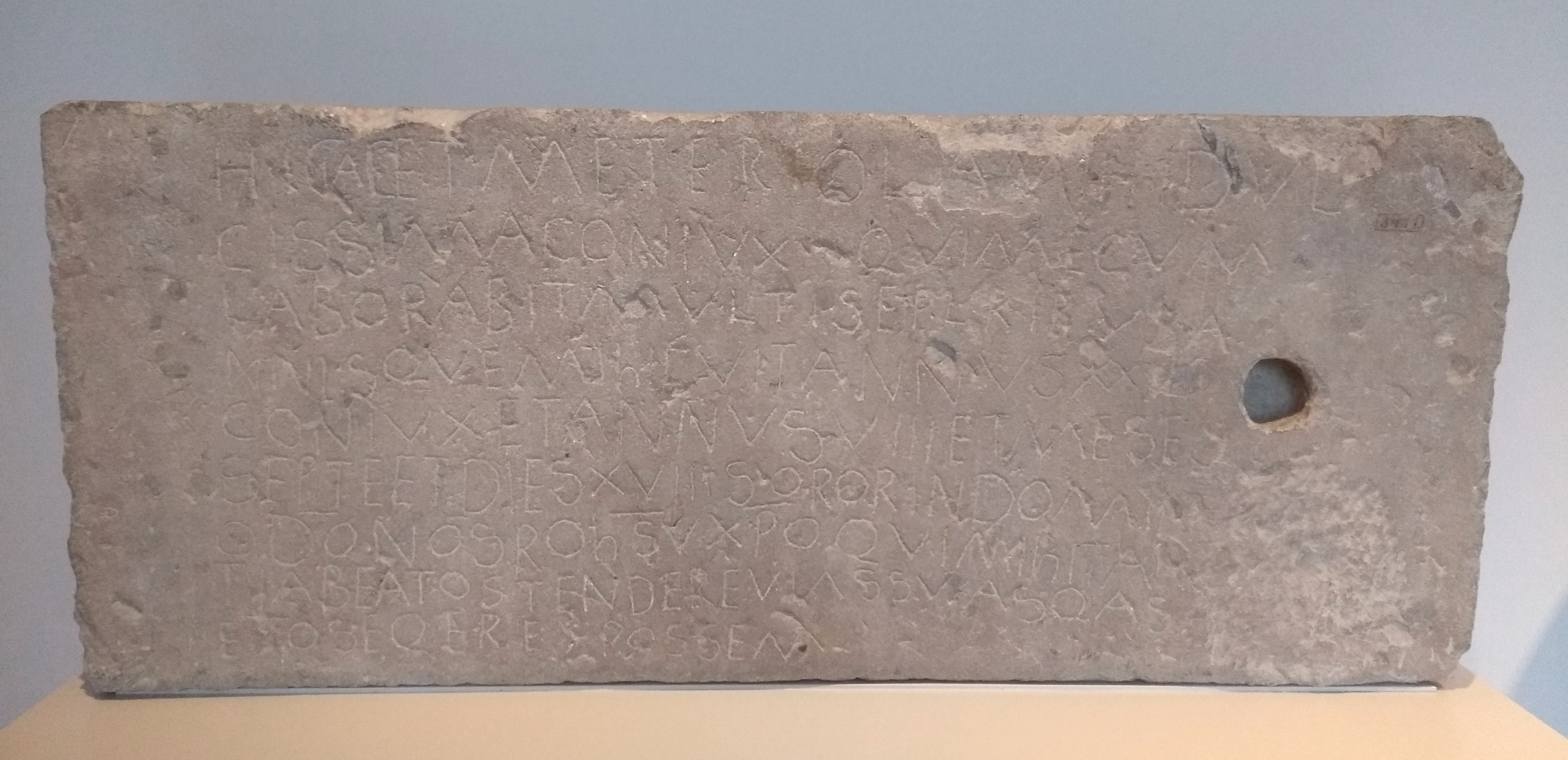
Grabplatte der Meteriola, heute im Rheinischen Landesmuseum Bonn

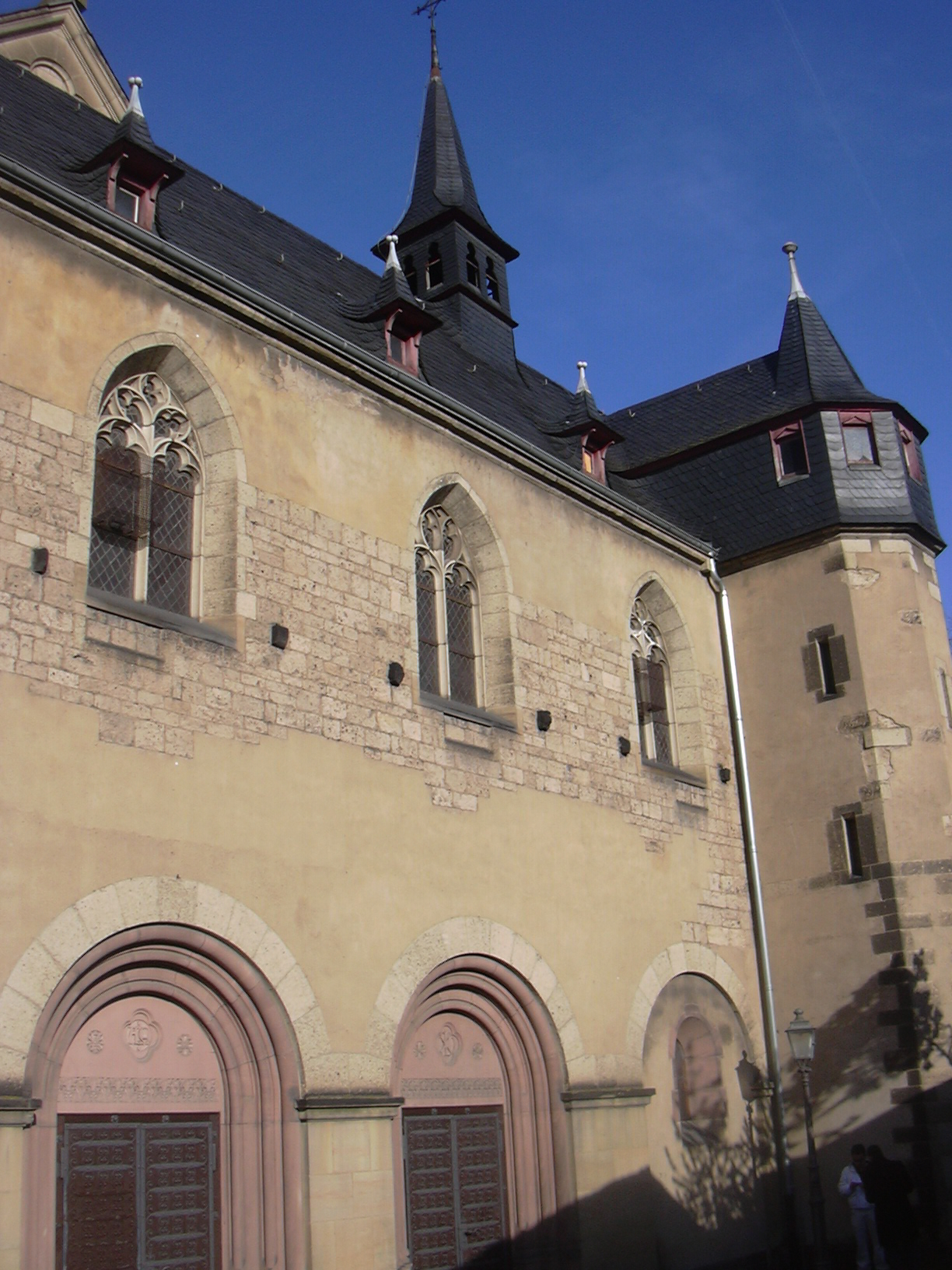
Mittelalterliches Langhaus in romanischen und gotischen Formen

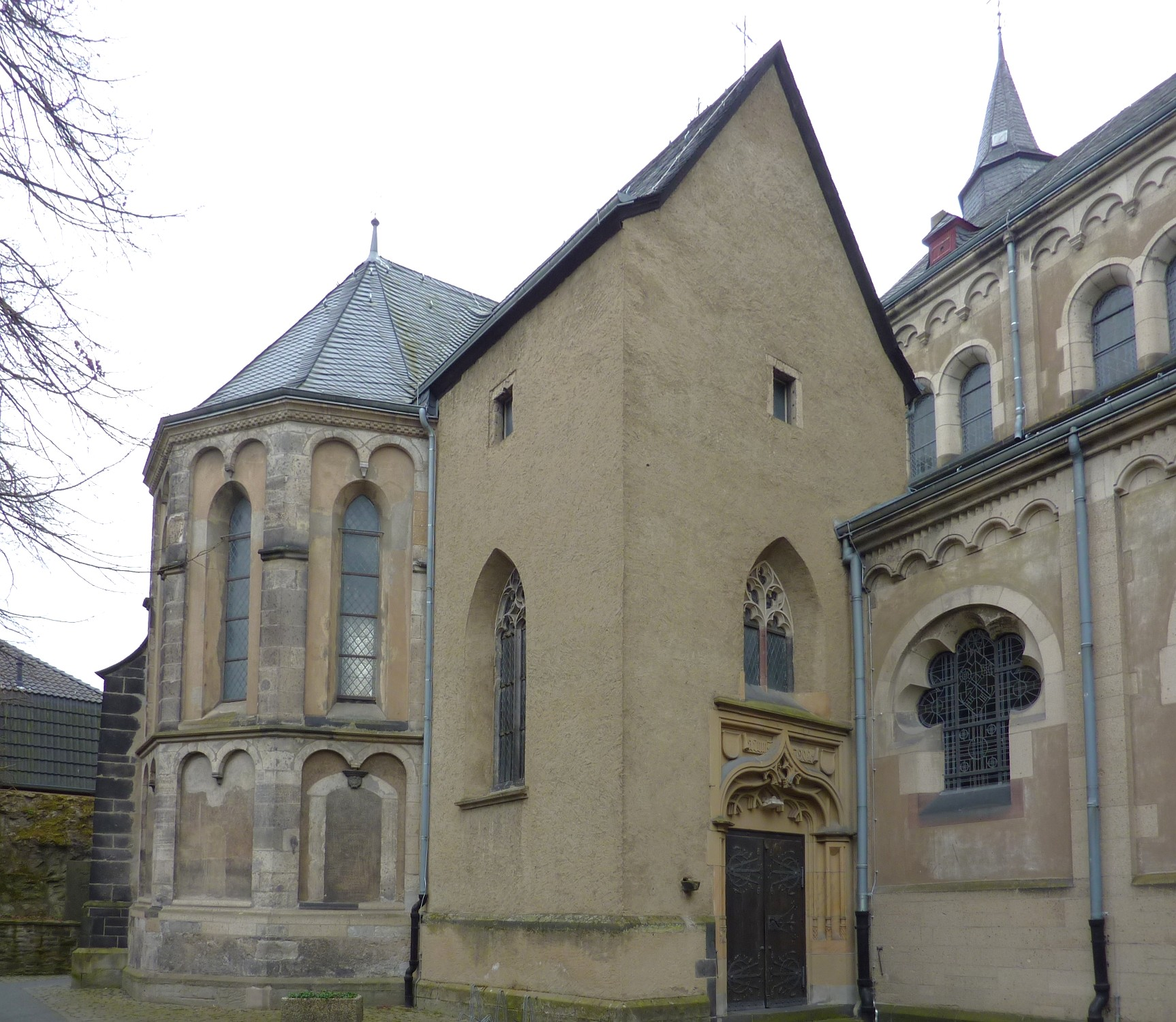
Blick zum frühgotischen alten Chor mit romanischen Formen

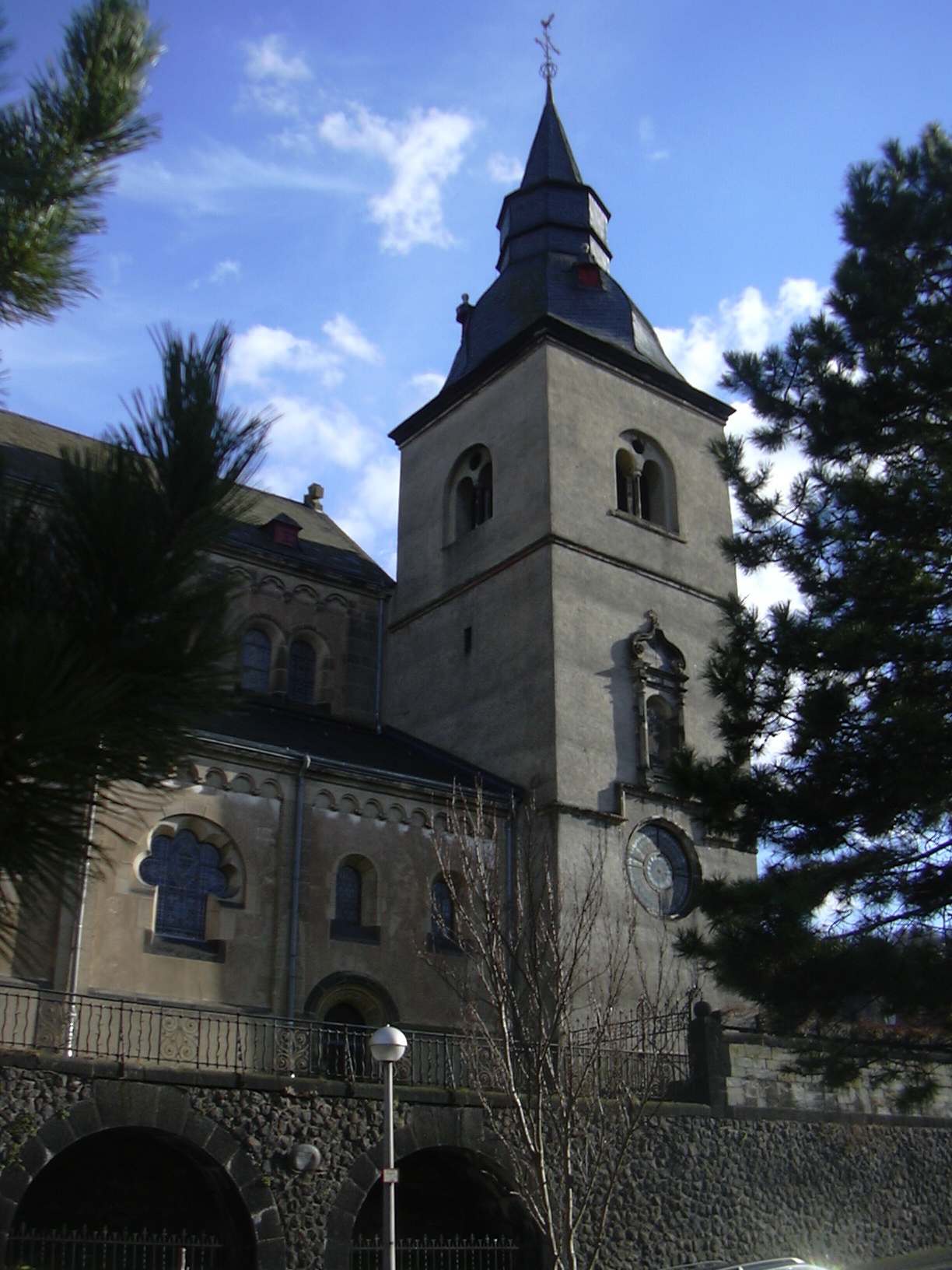
Barocker Turm des mittelalterlichen Baus

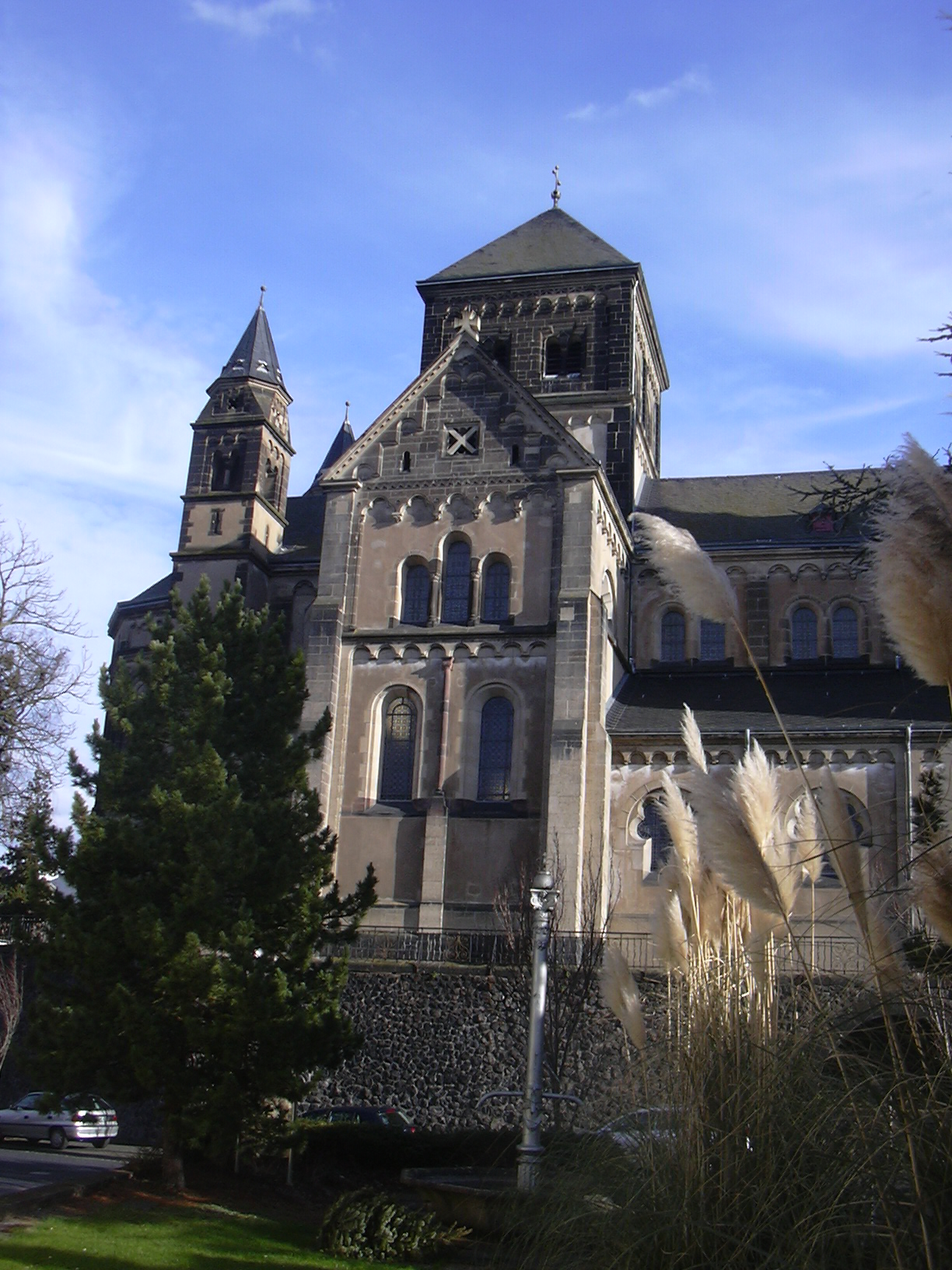
Neoromanischer Anbau (C.C. Pickel) mit Querhaus

Wahrscheinlich bestand eine christliche Gemeinde in Remagen schon in römischer Zeit. Früheste Zeugnisse sind die Grabinschrift der Meteriola aus dem 5. Jahrhundert und zwei Fragmente von Schrankenplatten mit Christogrammverzierungen, die im Remagener Museum und im Rheinischen Landesmuseum Bonn aufbewahrt werden.
Die Pfarrkirche, ausgestattet mit dem nach Rom verweisenden Patrozinium der Apostelfürsten, liegt in der Nordwestecke des ehemaligen römischen Kastells. In der Kirchenbefestigung sind Reste dieser römischen Bausubstanz in typischer Quader-Bauweise erhalten.
Sicher belegt ist eine Kirche in Remagen für das Jahr 1003, in dem Erzbischof Heribert von Köln der Abtei Deutz Zehntrechte in Remagen übergab. Ab diesem Zeitpunkt bis zur Französischen Revolution  waren die Remagener Pfarrer immer Deutzer Konventsangehörige. 1495 wurde die Pfarrei dem Kloster inkorporiert. Von diesem Ursprungsbau, der dem Stadtbrand von Remagen 1198 zum Opfer fiel, sind wenige Reste im westlichen Langschiff erhalten.
Der älteste Teil des heutigen Baukörpers ist der 1246 geweihte Chor. Über diese Weihe und den Bauherrn, den Pfarrer Richard, gibt eine Tafel an der Außenseite des Chors Auskunft. Es handelt sich hier um eines der ganz seltenen Baudaten der Zeit. Das Mittelschiff der alten Kirche stammt wohl ebenfalls weitgehend aus dieser Epoche.
Im frühen 16. Jahrhundert wurden Mittelschiff und Chor mit einem reichen spätgotischen Netzgewölbe eingewölbt. Der Bau fiel einem Brand im Dreißigjährigen Krieg zum Opfer, als schwedische Truppen Remagen erstürmten. Nur im Chor blieb das Gewölbe erhalten; im Mittelschiff musste es erneuert und um 1902 im Zuge des Kirchenneubaus restauriert werden.
Der Glockenturm, der in seinen Formen an die Türme der Deutzer Abteikirche erinnert, entstand 30 Jahre nach den Zerstörungen durch die Schweden, das heißt 1662. Das Turmgewölbe war 1674 vollendet.
Für die gewachsene Gemeinde wurde von 1900 bis 1904 ein Erweiterungsbau in den Formen der rheinischen Spätromanik nach Plänen des Düsseldorfer Architekten Caspar Clemens Pickel errichtet. Die alte Kirche, die flächendeckend saniert wurde, blieb nach Abbruch der Seitenschiffe als Vorhalle stehen. Seit der Restaurierung in den 1980er Jahren ist der Altbau wieder als eigener Gottesdienstraum eingerichtet.

## Außenbau

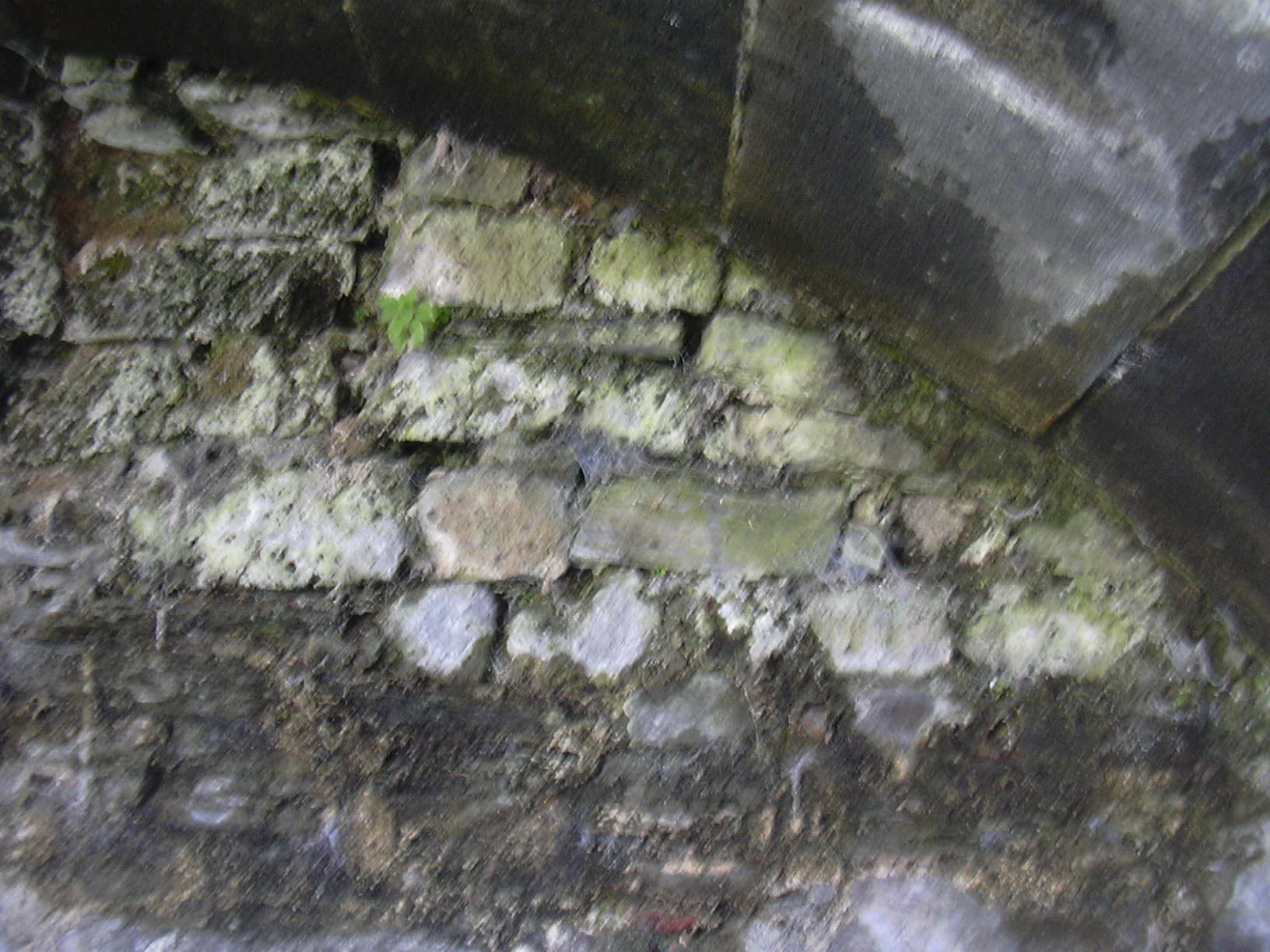
Spätrömische Quader des Kastellbaus unter einer Nische an der nördlichen Mauer um den Pfarrbezirk

Heute stellt sich der Komplex so dar, als seien es zwei verschiedene Kirchen, die unmittelbar nebeneinander stehen. Tatsächlich ist die alte Kirche samt Turm westlicher Vorbau der neuen Kirche von C. C. Pickel geworden.
Das dreijochige alte Kirchenschiff im romanisch-gotischen Übergangsstil weist im Sockelgeschoss Rundbogenarkaden, in den Obergaden gotische Maßwerkfenster auf. Ein Satteldach hat Gauben und einen Dachreiter. Der Chor schließt mit 5/8.
Der alte Turm ist eine Stilmischung mit großer Blendarkade im Sockelgeschoss, Oculus, darüber barocker Nische mit Figur der Immaculata, darüber romanischen Zwillingsfenstern mit Oculus im Überfangbogen, darüber einer barocken Haube und Wetterfahne.
Nach Osten schließt sich der historistische Pickel-Bau als dreischiffige Basilika auf kreuzförmigem Grundriss mit Querhaus, massivem Vierungsturm und 5/8-Chorapsis, flankiert von zwei kleinen Türmen, an. Grundlegende Stilelemente sind, wie in der reinen Romanik, Rundbogenfenster, abgegrenzt durch Lisenen, und Rundbogenfriese. Der Vierungsturm besitzt Doppelarkaden mit Überfangbögen.
Der Komplex ist von einer Mauer umgeben, die den Pfarrbezirk umschließt. Zwei Nischen an der Nordseite in diesem Mauerwerk geben den Blick auf die zugrunde liegende spätantike Bausubstanz frei.

## Innenbau

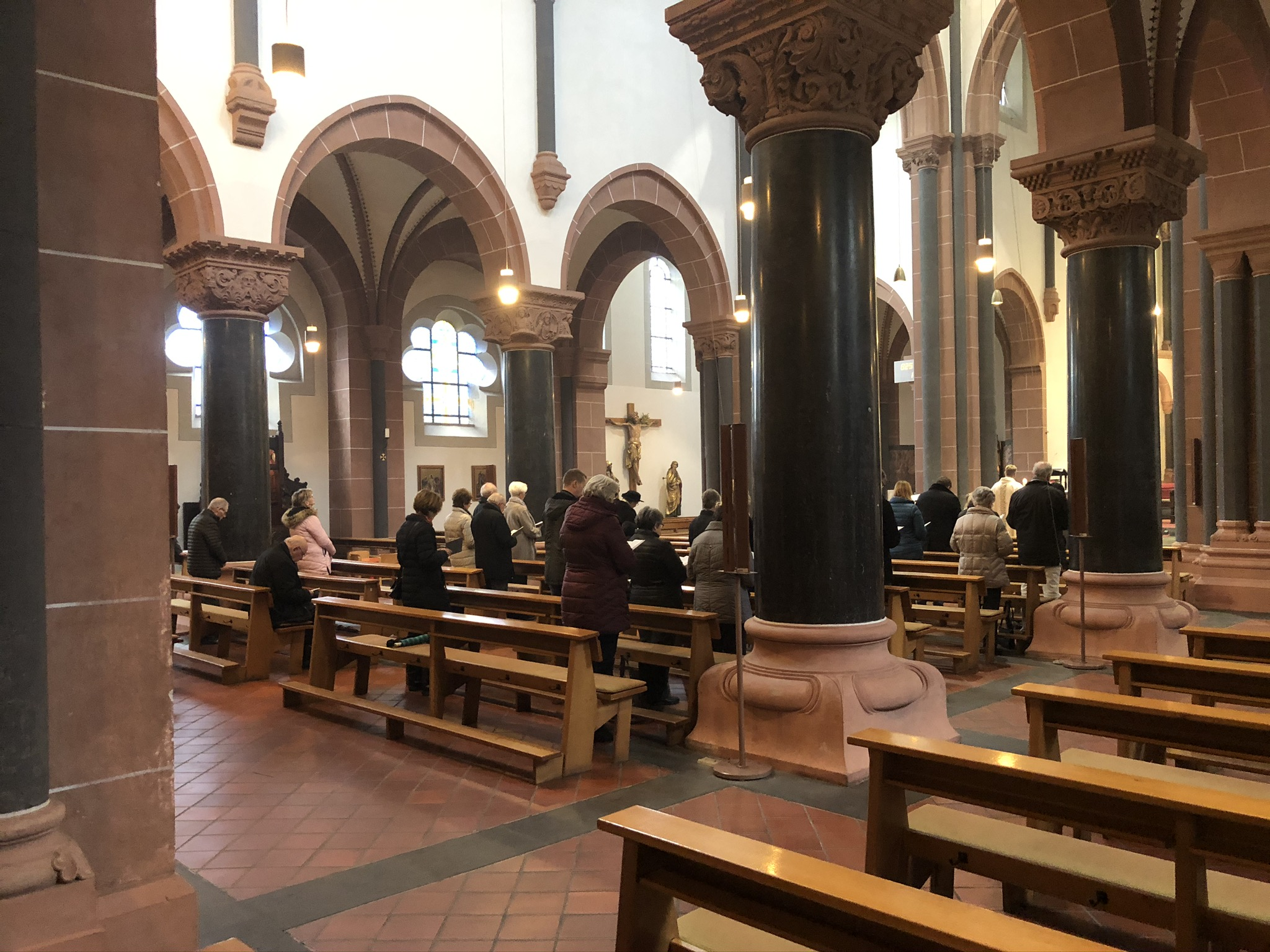
Neuromanisches Kirchenschiff

Die heutige Vorhalle der Kirche, die Mittelschiff der Vorgängerkirche war, weist einen zweizonigen Innenwandaufriss mit romanischen Rundbögen im Sockelgeschoss und spätgotischen Obergaden auf. Die spätgotischen Netzgewölbe in Mittelschiff und Chor sind ein qualitätsvolles Beispiel ihrer Art, wobei die floralen Wandmalereien in den Gewölbezwickeln Restaurierungsarbeiten um 1900 konstituieren.
Bei dieser Restaurierung wurden romanische Wandfresken in den Blendarkaden im Chor (Sockelgeschoss) freigelegt und aufbereitet, beispielsweise ein segnender Christus aus dem 13. Jahrhundert und vermutlich noch ältere Apostelfiguren (Jakobus der Ältere, Petrus, Johannes).
Spätromanischen Blattwerk- und Maskenschmuck (stark restauriert) weisen die Kapitelle an den Triumphbogenpfeilern auf.
Das Innere des neoromanischen Pickel-Baus in fünf Jochen entspricht typischer Architektur in romanischer Formensprache: Zweizoniger Innenwandaufriss (Rundbogen-Arkaden und Obergaden-Doppelarkaden, abwechselnd Säulen und Bündelpfeiler mit reichem figürlichem Kapitellschmuck), Kreuzgewölbe mit auf Konsolen ruhenden Halbsäulen, aus denen die Gewölberippen herauswachsen, Übergang zum Querhaus durch Triumphbogen, Sterngewölbe im Chor.
Dadurch, dass die Kirche vom Pfarrhof her (Südseite) betreten wird, dominiert für den Besucher zunächst der wuchtige Eindruck des neoromanischen basilikalen Anbaus. Die Zugänge zum romanisch-gotischen Kernbau sind nicht zu allen Zeiten geöffnet.

## Ausstattung
Das stilistisch heterogene Inventar aus allen Epochen verteilt sich gleichmäßig auf den Vorgängerbau und den neoromanischen Anbau.
- Das bedeutendste Ausstattungsstück des Vorgängerbaus ist das um 1500 gestaltete spätgotische Sakramentshäuschen im Chorraum, dessen beschädigte filigrane Architektur um 1900 stark restauriert werden musste. Über dem Sakramentsschrein ist eine Abendmahlsszene dargestellt.
- Im alten Chor befinden sich außerdem ein neoromanisches Taufbecken, ein Altartisch von 1860 und, den Triumphbogen flankierend, barocke Statuen der Apostel Petrus und Paulus.
- Eine spätgotische Grablegung (um 1500) mit sieben überlebensgroßen Figuren und drei Reliefszenen am Sarkophag (Samson, Jonas und Christus in der Vorhölle) füllt die ehemalige Sakristei aus.

Im Pickel-Neubau haben folgende ältere Ausstattungsstücke Platz gefunden:
- Romanischer Hauptaltar (1240), stark restauriert, mit Stifterinschrift von Pfarrer Richard
- Kreuzigungsgruppe und spätgotische Statuen der Apostel Petrus und Paulus als Flankenfiguren am Triumphbogen
- Pietà um 1600 als Vesperbild

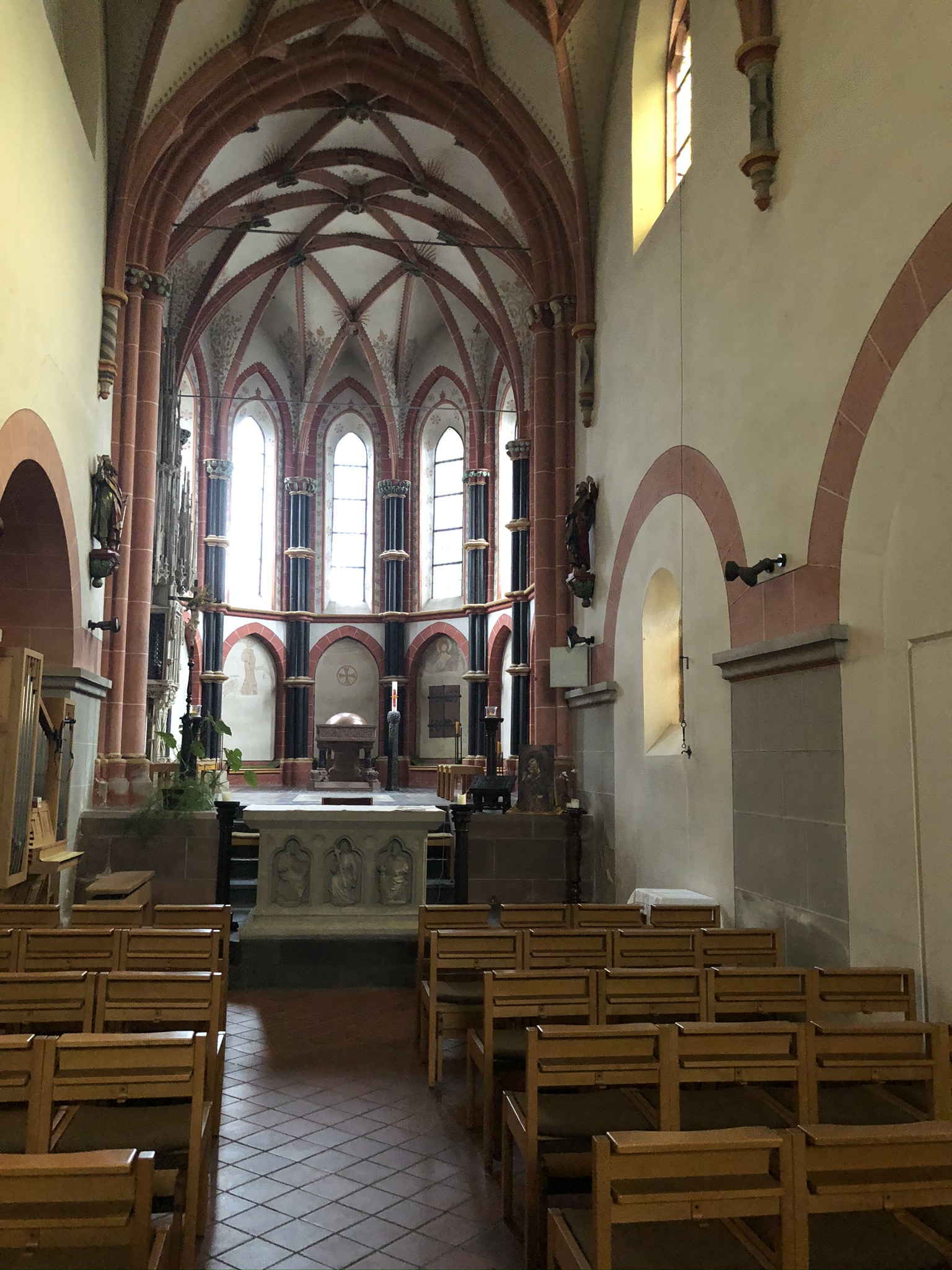
Alter romanisch-gotischer Kirchenraum

Die übrige Ausstattung im Anbau geht auf die Ära Pickel zurück. Dazu zählen der Zelebrationsaltar im Chorraum sowie zwei Seitenaltäre. Aus dem 20. Jahrhundert stammen die vier Stahlglocken (1952), die zerstörtes älteres Geläut ersetzen, sowie die Orgel (1968 mit Erweiterung durch Rowan West 1996).

Orgel, Altäre und Skulpturen
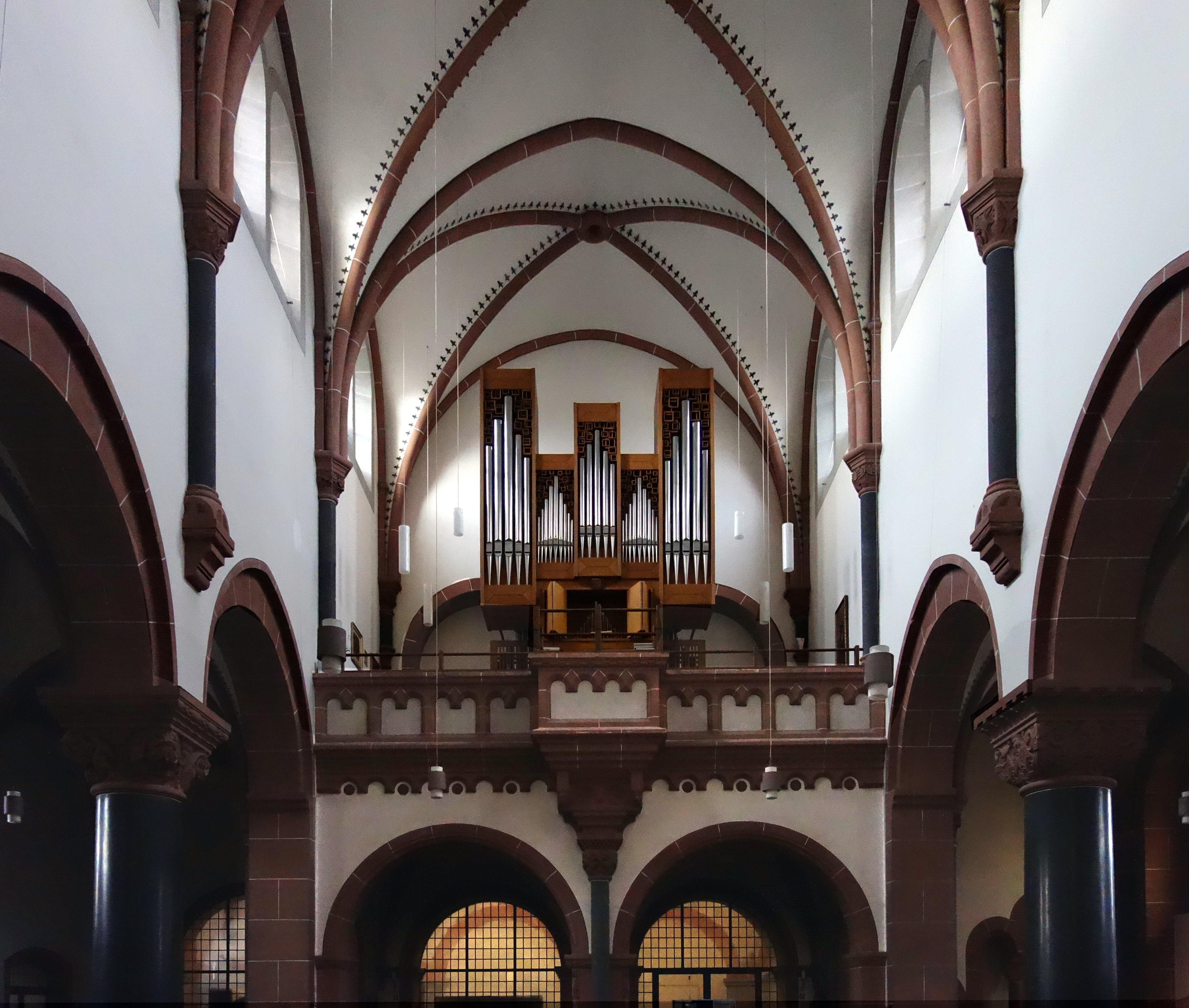
Orgelempore
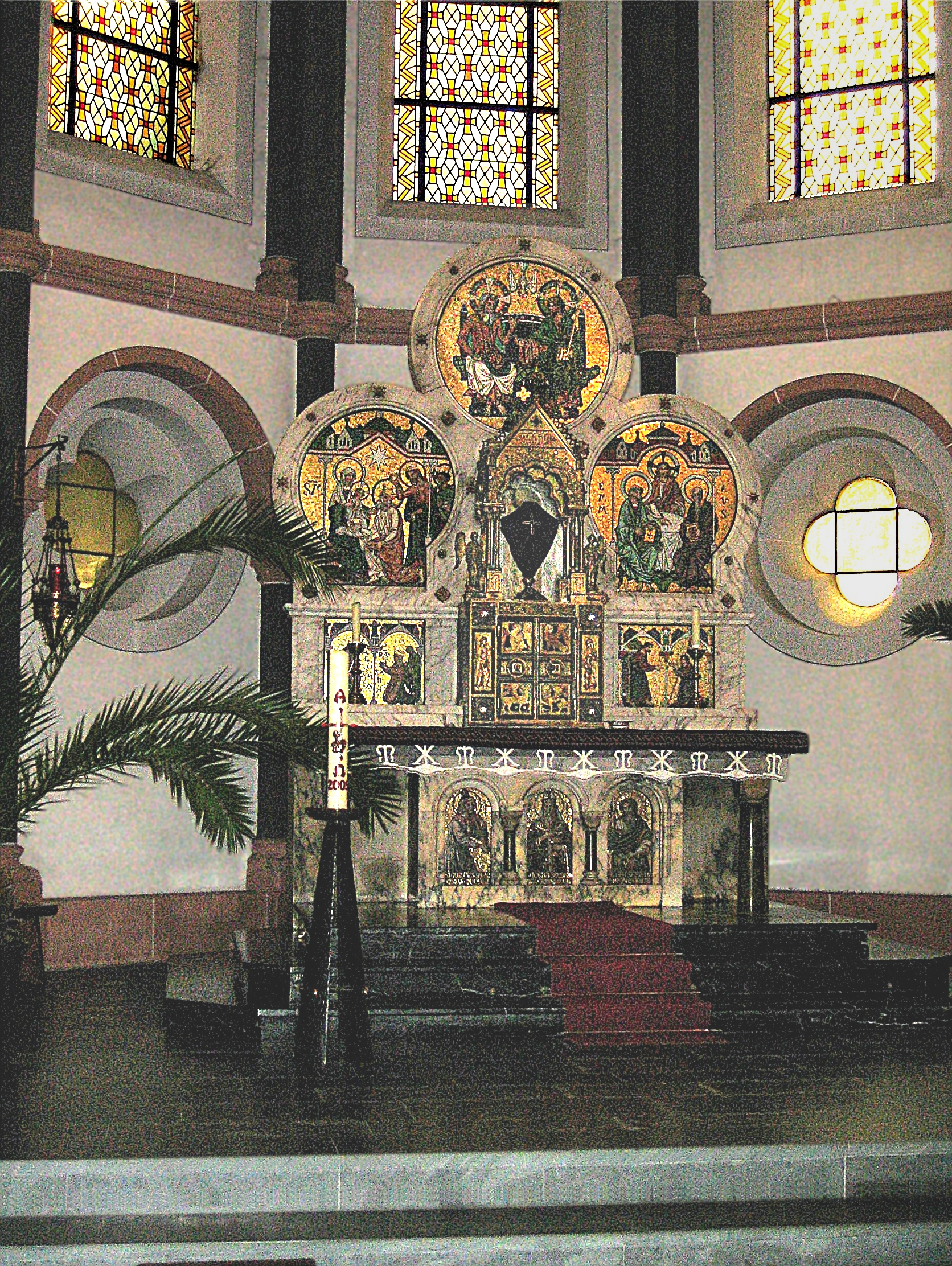
Hochaltar
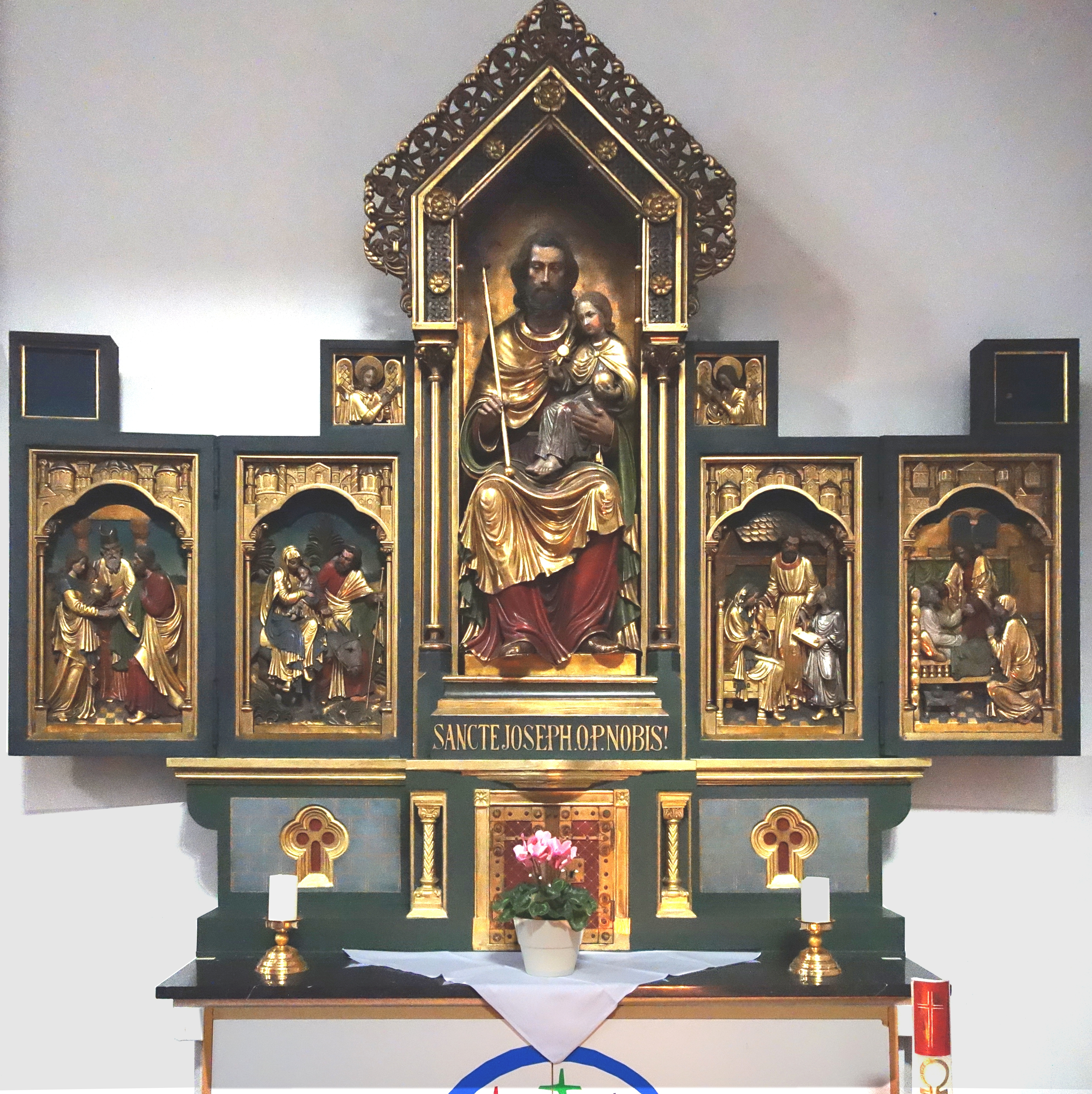
Seitenaltar
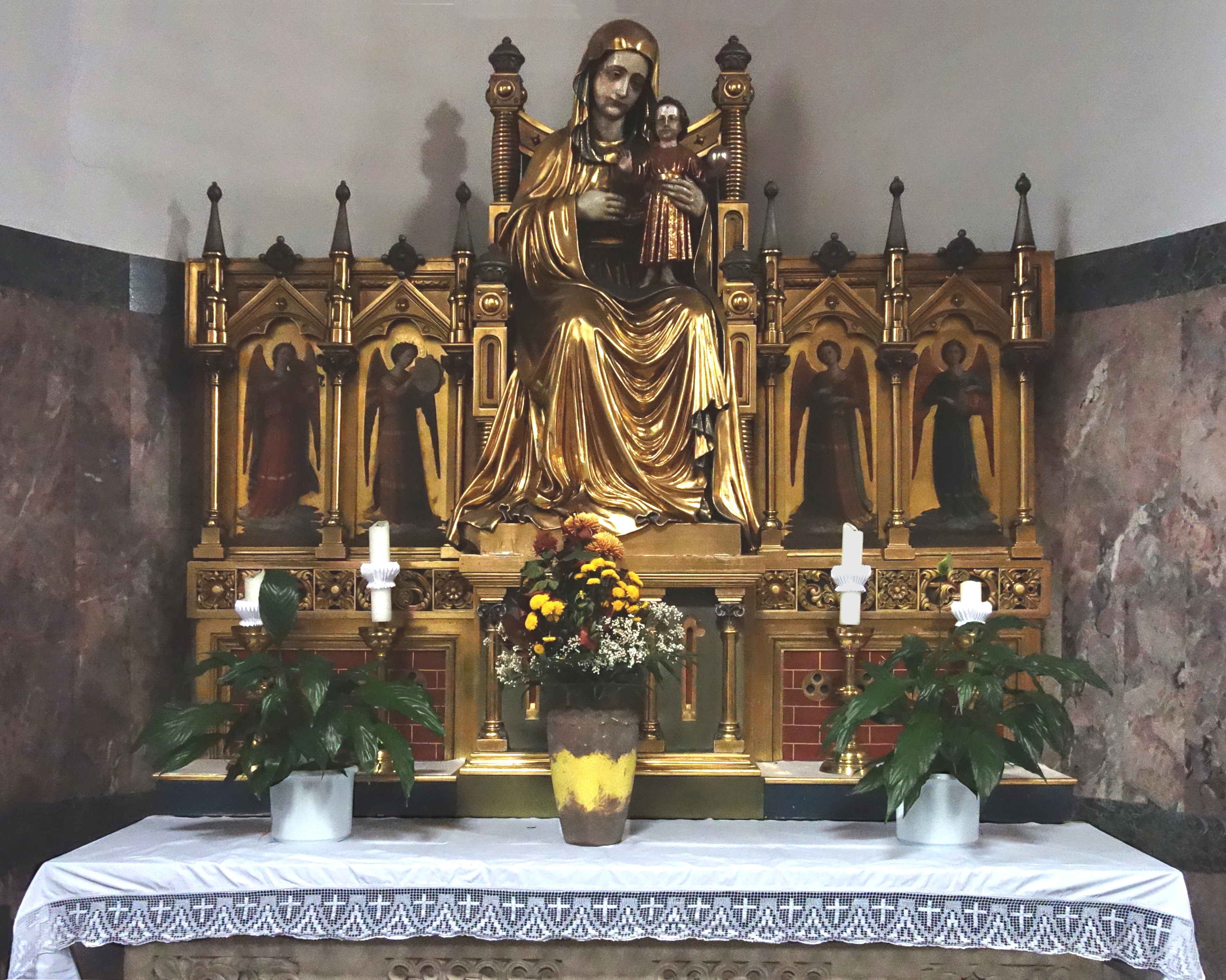
Seitenaltar
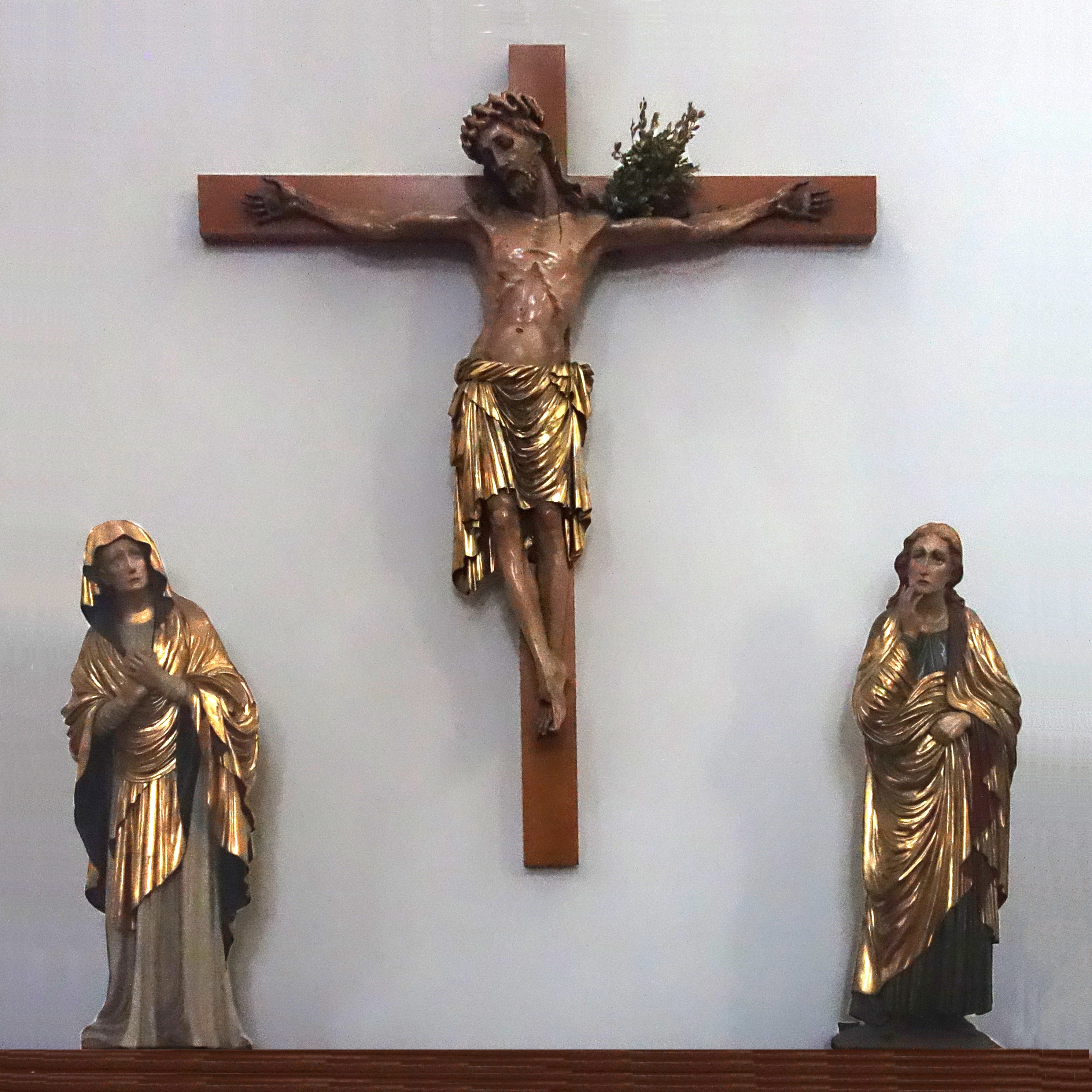
Kreuzigungsgruppe
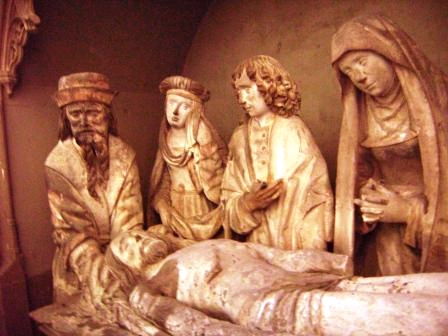
Spätgotisches Heiliges Grab
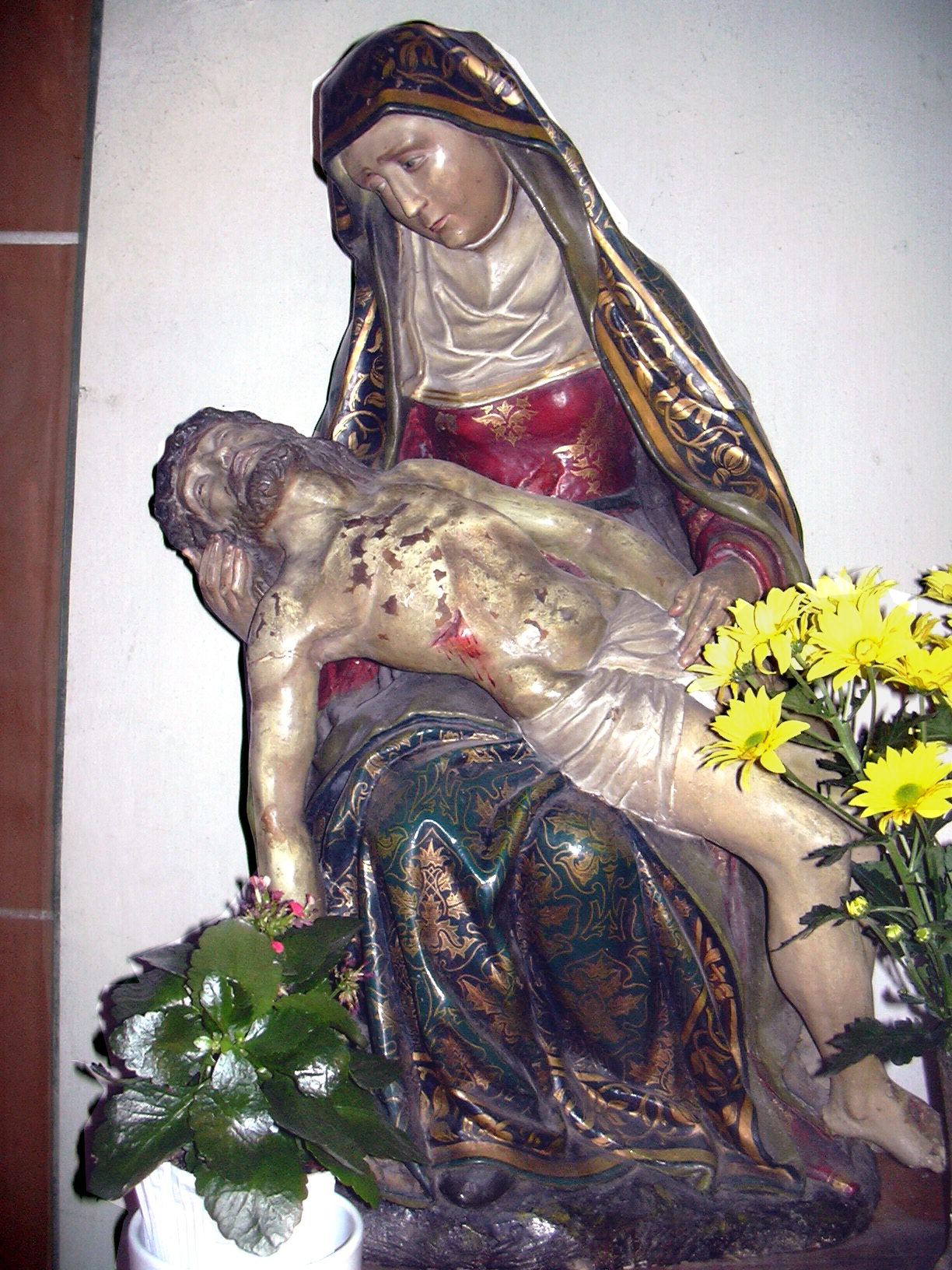
Pietà, um 1600

## Romanisches Pfarrhoftor

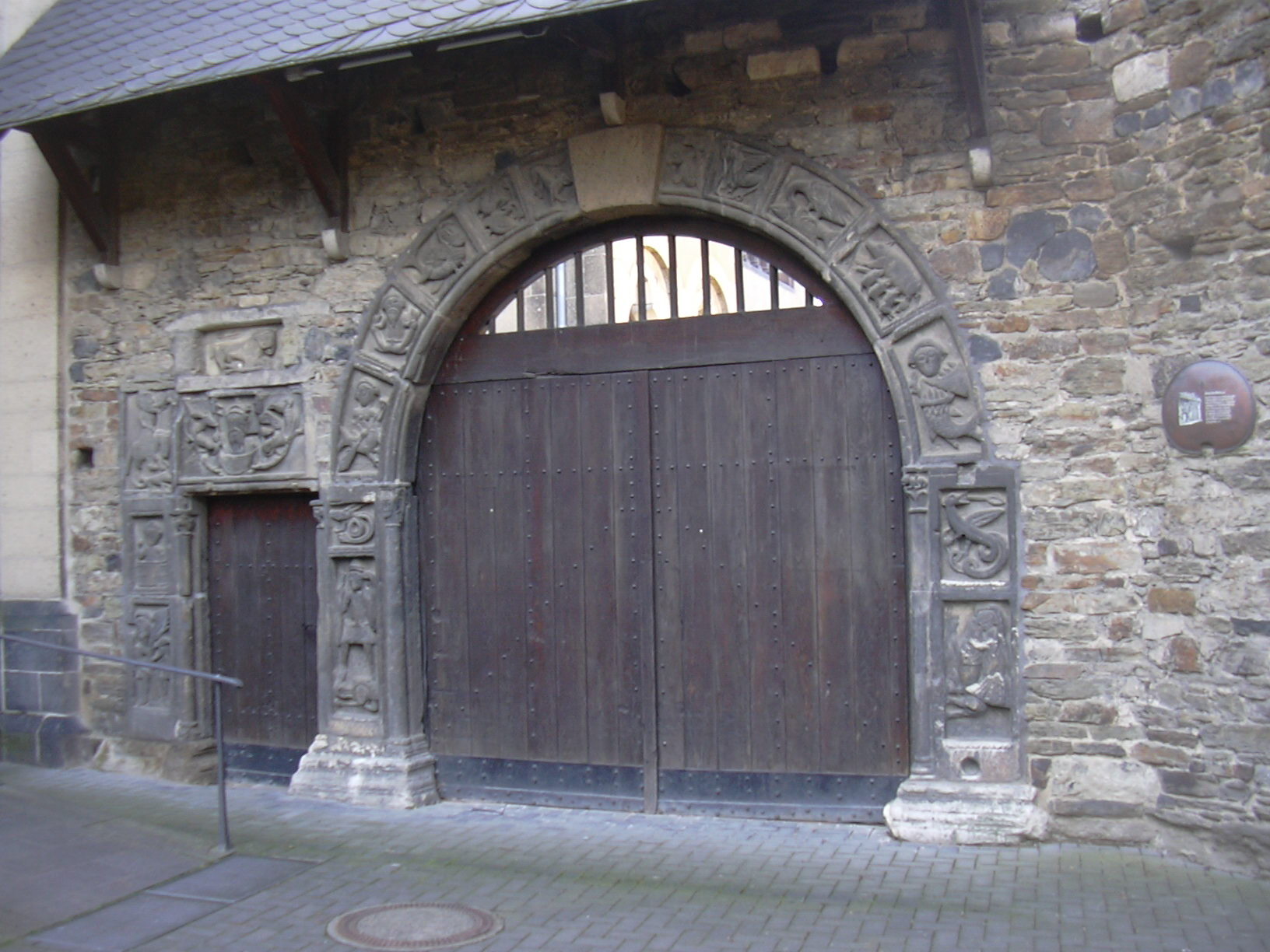
Spätromanisches Pfarrhoftor

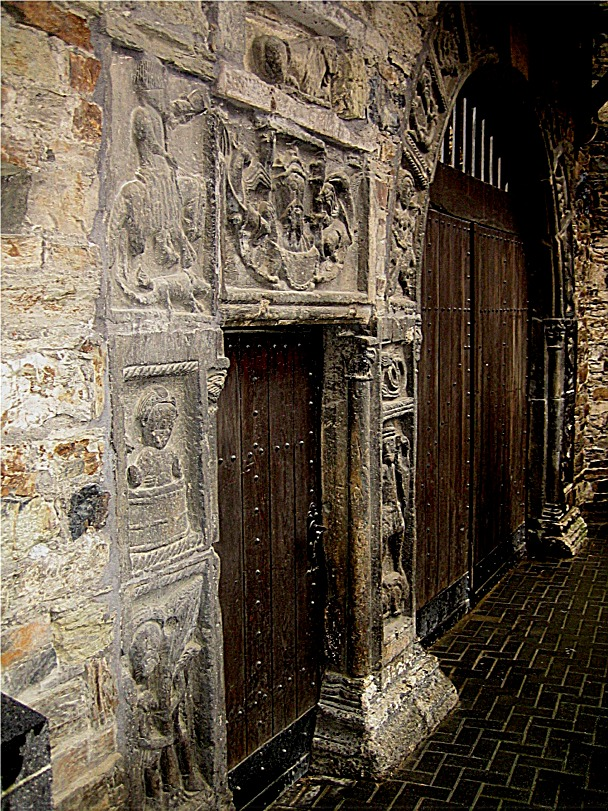
Pfarrhoftor

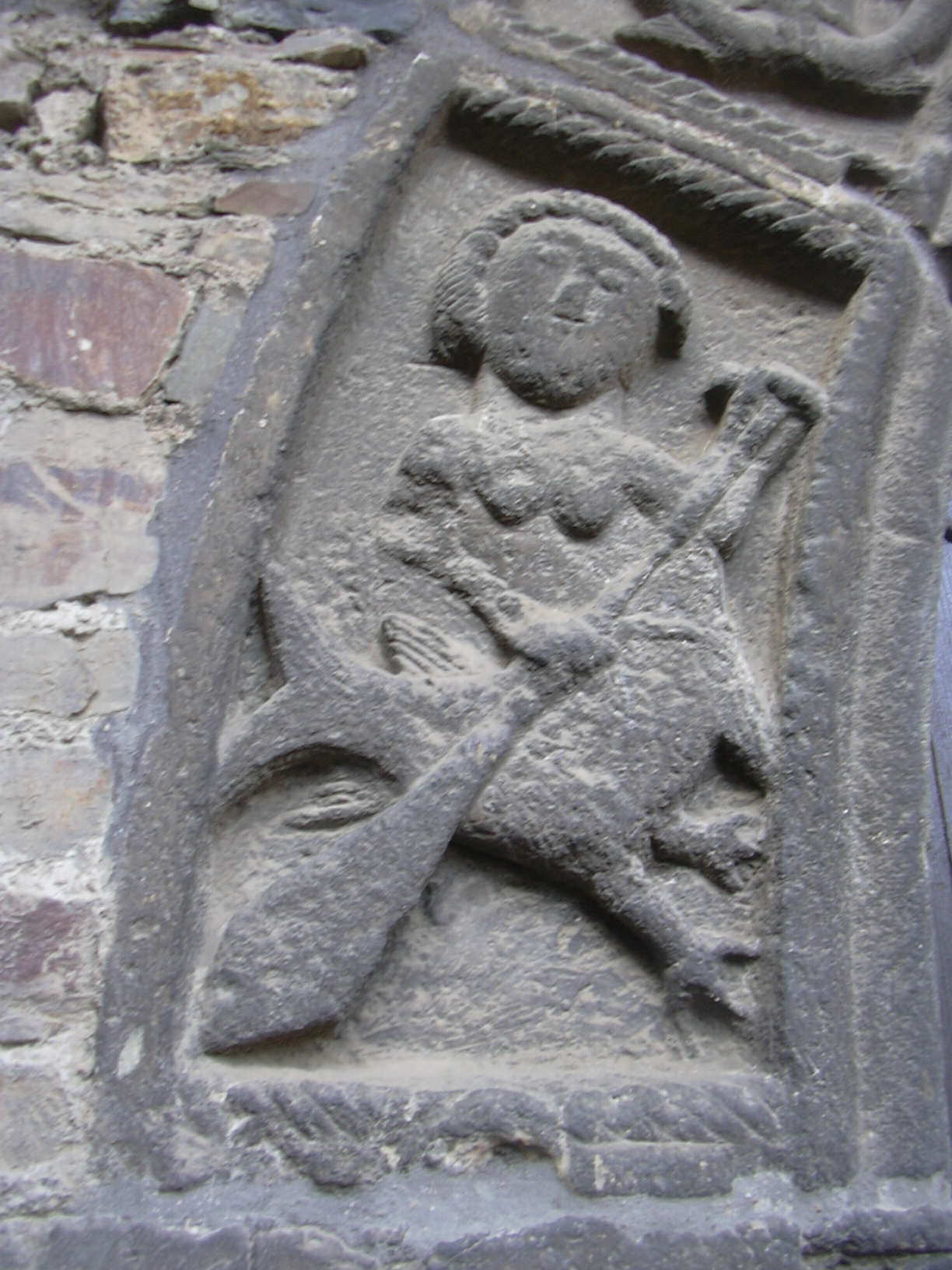
Am Pfeiler des Haupttors: Weibliche Nixe mit Ruder, auf Seelenfang

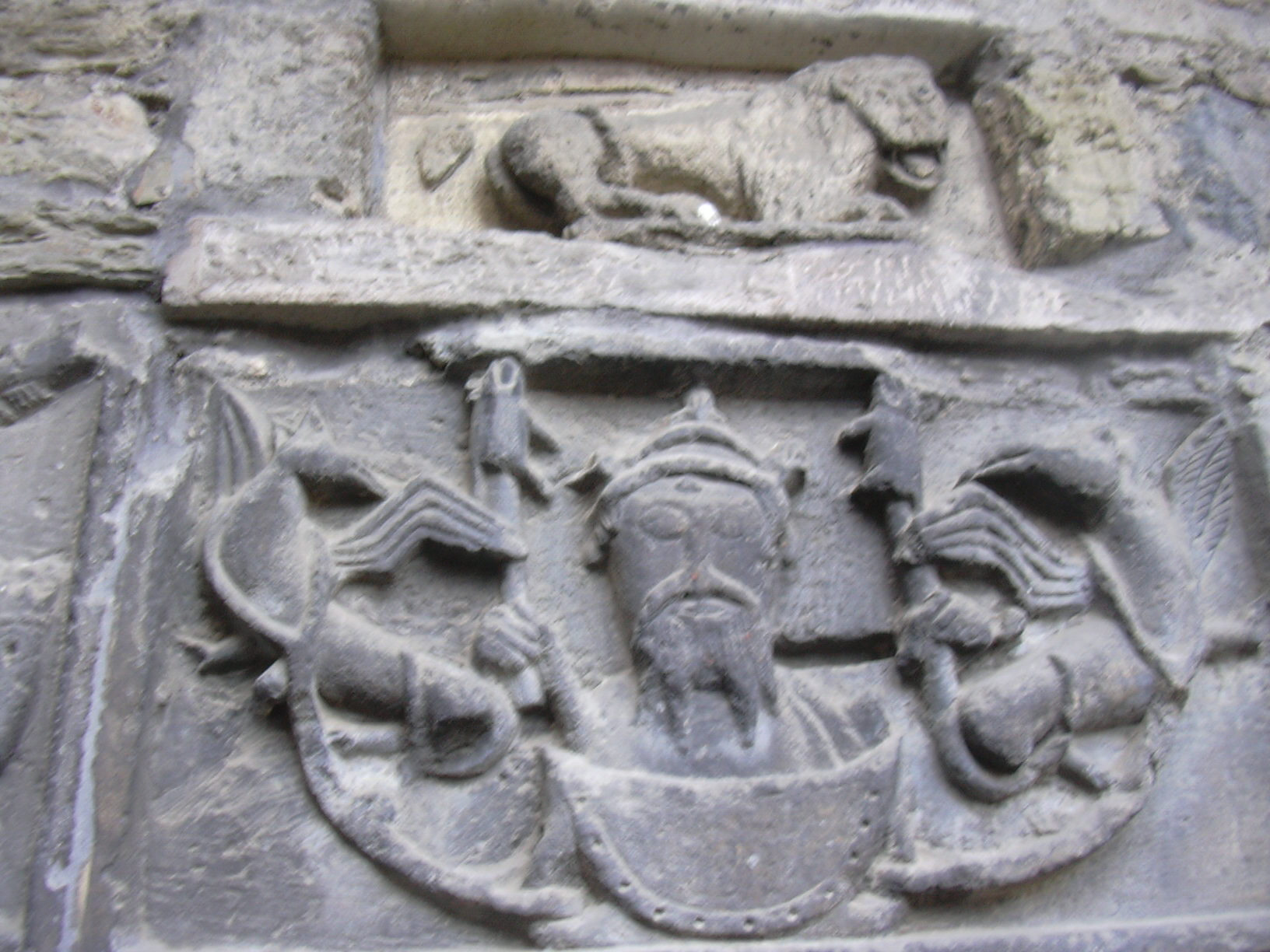
Alexanders Greifenfahrt im Türzsturz der Kleinen Pforte, darüber Löwe

Rätselhafter Provenienz ist das romanische Tor, das 1902 im Zuge des Kirchenneubaus durch Pickel in den Pfarrhof verbracht wurde. Vorher – spätestens seit dem 17. Jahrhundert – befand es sich eingemauert und in mehrere Bestandteile zerlegt zwischen dem Haus des Pfarrers und der Kirchenmauer. Ob es dort schon zu seiner Entstehungszeit in der zweiten Hälfte des 12. Jahrhunderts seinen Platz hatte, ist nicht mehr nachvollziehbar.
Es handelt sich um ein außergewöhnliches Zeugnis mittelalterlicher Steinmetzkunst im Rheinland. Das Pfarrhoftor besteht aus einem großen Torbogen und einer kleineren Pforte. Es ist naheliegend, dass die Steinreliefs, mit welchen nachträglich das „Kleine Pförtchen“ gestaltet wurde, in engem Sinnbezug zu den Torbogenreliefs steht, doch fehlt mit der Kenntnis über die ursprüngliche bauliche Anordnung der Gesamtanlage auch eine zuverlässige Basis für eine begründete, ins Gesamtkonzept der Anlage einbeziehungsfähige Deutung.
Die durchgängig auf den einzelnen Reliefs anzutreffende Kopfform erinnert stilistisch an frühmittelalterliche Langobardische Köpfe, etwa auf dem Gisulfkreuz, der Sigwaldplatte des Callixtus-Baptisteriums oder dem Pemmoaltar (alle in Cividale, 7. bis 8. Jahrhundert). Magistri Comacini waren auch noch in den folgenden Jahrhunderten weit und breit begehrte Steinmetzkünstler. Ein tatsächlicher Zusammenhang ist allerdings nicht nachgewiesen.
In seiner ursprünglichen Bauform bietet sich dem Betrachter wohl allein der Torbogen mit seinen Steinreliefs dar, da dieser Bauteil wegen der besonderen Ausgestaltung seiner einzelnen Steine von Anfang an nur zu einem Bogen zusammengefügt werden konnte. Dieser Torbogen trägt zehn Steinreliefs, an deren Deutung sich Theologen und Kirchenhistoriker seit dem 19. Jahrhundert versuchten. Herrschende Interpretationslinie ist nach wie vor die These des Bonner Ordinarius’ Albert Michael Koeniger aus dem Jahr 1947, der in den Symbolen die Darstellung der Todsünden gemäß dem Beichtspiegel des Bischofs Burchard von Worms erkannt haben will. Nach dieser Lesart, die noch acht statt der heute geltenden sieben Todsünden kannte, bedeuten die Reliefs von links nach rechts:
1. Rahmenfigur: Weibliche Nixe mit Ruder, ausfahrend zum „Seelenfang“
2. Mann mit Doppelfischschwanz = Superbia: Hochmut
3. Vogel mit Menschengesicht = Stultitia Stolz / Eitelkeit
4. Zwei Gänse im Streit um eine Pflanze = Invidia: Neid
5. Springendes aggressives Tier = Ira: Zorn
--- Schlussstein ---
6. Mann, untätig herumsitzend = Acedia: Trägheit des Herzens / des Geistes
7. Dohle mit Strick = Avaritia: Geiz
8. Seeadler, an einem Fisch pickend: Gula: Völlerei
9. Sau mit drei Ferkeln: Luxuria: Wollust
10. Rahmenfigur: Männliche Nixe
Die Nixe als Rahmenfigur wird von Koeniger und seinen Anhängern als Grundsymbol des Bösen bzw. der Verführung des Menschen zum Bösen beschrieben. Die Interpretation wird von deskriptiv vorgehenden Kunsthistorikern wie beispielsweise Georg Dehio, der dem Komplex ein Gesamtkonzept abspricht, nicht geteilt.
Bei den Bildwerken des „Kleinen Pförtchens“ und dem Pfeilerbereich des Torbogens ist die Interpretation ebenfalls umstritten. Einigkeit herrscht lediglich darüber, dass das Türsturz-Relief Alexanders Greifenfahrt abbildet. Gemeint ist eine in mittelalterlichen Quellen überlieferte Episode, dass Alexander der Große sich auf zwei Greife schwang, um den Himmel zu erkunden. Nach siebentägigem Flug begegnet er einem Vogel in Menschengestalt, der ihm die Unmöglichkeit seiner Mission klarmacht. Alexander kehrt gedemütigt zur Erde zurück und erkennt die Anmaßung als Fehler.
Bei den übrigen Reliefs der Nebenpforte (Jäger mit Hund, Mann im Weinbottich, Mann mit Baum und Mann auf Skelett) gehen die Meinungen auseinander, ob sie ebenfalls Symbole der Selbstüberschätzung (Hybris) – hier der einzelnen Stände –, heilsgeschichtliche Inhalte oder Monate darstellen. Verschiedene Tiere im Sockelbereich und an den Kapitellen des Haupttors (Drache, Taube, Chamäleon, Löwe) könnten nach Koeniger ebenfalls Symbole des Bösen sein, was indes nicht einhellige Meinung ist.

## Pfarrer (Auswahl)
- 1887–1918: Franz Karl Müller, Dechant
- 1918–1928: Heinrich Knopp, Definitor
- 1928–1968: Johannes Peters, Dechant
- 1968–1986: Friedhelm Hammes, Dechant
- 1987–1998: Klaus Birtel
- 1999–2014: Johannes-Georg Meyer, Dechant
- 2014–2022: Frank Klupsch[1]
- Seit Ende 2023: Heiko Marquardsen[2]